# 哥倫比亞毛鼻鯰
哥倫比亞毛鼻鯰（学名：Trichomycterus caliensis），為輻鰭魚綱鯰形目毛鼻鯰科的其中一種。分布於南美洲哥倫比亞西部Calima河流域，體長可達5.3公分。

## 扩展阅读
維基物種上的相關：哥倫比亞毛鼻鯰